# Флаг Гайнского района
Флаг Га́йнского муниципального района Пермского края Российской Федерации.
Флаг утверждён 29 января 2010 года и внесён в Государственный геральдический регистр Российской Федерации с присвоением регистрационного номера 5882.
Флаг составлен на основании герба Гайнского муниципального района, по правилам и соответствующим традициям вексиллологии и отражает исторические, культурные, социально-экономические, национальные и иные местные традиции.

## Описание
«Прямоугольное белое полотнище с отношением ширины к длине 2:3, несущее изображение восходящей волнистой диагональной голубой полосы в 1/4 ширины полотнища и в верхнем углу у древка — красной сидящей белки, а в нижнем, у свободного края полотнища, — зелёной сосны с красным стволом».

## Символика флага
Историческое наименование посёлка Гайны связано с названием места обитания (проживания) белки — гайно.
Голубая волнистая полоса символизирует реку Каму, протекающую через всю территорию района, по берегам которой селились первые жители края.
Основным лесным богатством района являются сосновые леса.